# Ziziphus elmeri
Ziziphus elmeri är en brakvedsväxtart som beskrevs av Elmer Drew Merrill. Ziziphus elmeri ingår i släktet Ziziphus och familjen brakvedsväxter. Inga underarter finns listade i Catalogue of Life.